# Тестування
Тестування застосовується для визначення відповідності предмета випробування заданим специфікаціям. До завдань тестування не належить визначення причин невідповідності заданим вимогам (специфікаціям). Тестування — один з розділів діагностики.
Тестування застосовується в техніці, медицині, психіатрії, освіті для визначення придатності об'єкта тестування для виконання тих чи інших функцій. Якість тестування і достовірність його результатів значною мірою залежить від методів тестування та складу тестів.
Процес тестування включає:
- подачу тестового набору;

Порівняльне тестування моделей будинків на сейсмоплатформі.

- визначення реакції об'єкта тестування на тестовий набір;
- оцінку реакції і висновки.

Тестовий набір складається з окремих тестів і розробляється таким чином, щоб забезпечити повне або значне покриття множини ймовірних впливів на об'єкт тестування. Цим, також, визначається складність розробки як окремих тестів, так і тестових наборів.
У технічній діагностиці застосовуються формалізовані методи розробки мінімальних, необхідних і достатніх тестів перевірки працездатності (відповідності специфікаціям). Наприклад, в електронній промисловості, формалізовані методи розробки тестів цифрових пристроїв можуть базуватись на моделях статичних несправностей (розрив, коротке замикання, тощо) та статистичних даних про несправності в аналогічних пристроях.
В педагогічній діагностиці отримали поширення методи тестування, що не погіршують якості отриманих об'єктом тестування (учнем) знань. Ця специфіка пов'язана з тим, що процес тестування є частиною навчального процесу і під час тестування учень не повинен отримувати або закріплювати хибних знань. Ця проблема є досить гострою в автоматизованих системах перевірки знань.